# Auerbach (Kinzig)
Der Auerbach ist ein gut fünf Kilometer langer linker und südlicher Zufluss der Kinzig im Main-Kinzig-Kreis im hessischen Spessart.

## Geographie

### Verlauf

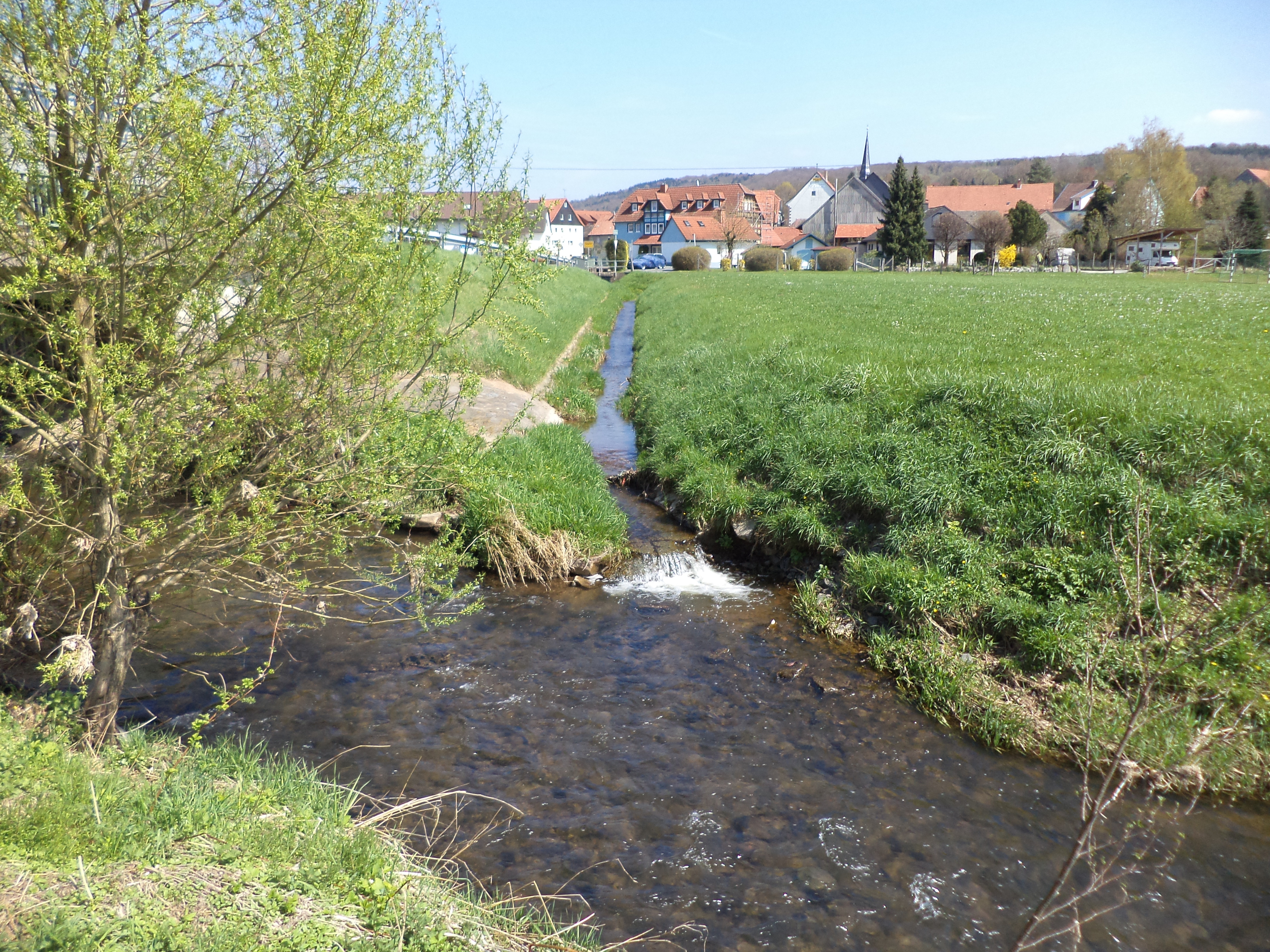
Der Auerbach (hinten) mündet in die Kinzig

Der Auerbach entspringt dem Schwarzen Born auf einer Höhe von etwa 428 m ü. NHN südlich von Schlüchtern-Hohenzell. 
Er fließt in nordwestlicher Richtung und  mündet schließlich beim Schlüchterner Stadtteil Niederzell  auf einer Höhe von ungefähr 191 m ü. NHN von links in die Kinzig.
Der etwa 5,3 km lange Lauf des Auerbachs endet 237 Höhenmeter unterhalb seiner Quelle, er hat somit ein mittleres Sohlgefälle von etwa 45 ‰.

### Einzugsgebiet
Das Einzugsgebiet des Auerbachs liegt im Schlüchterner Becken einem Teilraum des Sandsteinspessarts und wird über die Kinzig, den Main und den Rhein zu Nordsee entwässert.
Das Einzugsgebiet am Unterlauf wird durch Felder und Wiesen geprägt, am mittleren Lauf ist es überwiegend bewaldet und im Mündungsbereich dominieren Siedlungen.

### Flusssystem Kinzig
- Liste der Fließgewässer im Flusssystem Kinzig (Main)